# Tony Cascarino
Anthony Guy Cascarino, detto Tony (Orpington, 1º settembre 1962), è un ex calciatore inglese naturalizzato irlandese di origini italiane, di ruolo attaccante.
Dal suo ritiro è presentatore per l'emittente radiofonica TalkSPORT e opinionista per il Times e per la rivista Hot Press.

## Carriera

### Club
Cresciuto tra le file del Crockenhill, Cascarino si trasferì al Gillingham nel 1982. In seguito militò nel Millwall, nell'Aston Villa, nel Celtic e nel Chelsea. Gli anni più soddisfacenti, però, li trascorse con Olympique Marsiglia e Nancy, nella Ligue 2 francese.
Al Chelsea è stato aspramente criticato per le sue prestazioni tanto che prima dell'acquisto di Robert Fleck da parte dei Blues l'allora proprietario dei Blues Ken Bates ha detto al telefono <<Non voglio un altro maledetto disastro come Cascarino>>. Ha ricevuto critiche anche nel corso della sua militanza all'Aston Villa (condizionata da un infortunio al ginocchio) e al Celtic; in quest'ultima ha rotto la propria amicizia con il suo agente Liam Brady visto che usciva a bere con i giocatori dei Rangers (rivali storici del Celtic) nei locali dei tifosi Rangers.

### Nazionale
Militò nella Nazionale irlandese (nonostante potesse scegliere anche l'Inghilterra, la Scozia e l'Italia) in virtù del nonno materno cittadino di quel paese, anche se Cascarino poi riferì di una confessione della madre, che affermava di essere stata adottata. Conta 88 presenze e 19 gol nella Nazionale irlandese, in cui sfruttò soprattutto le doti aeree per beneficiare dello stile di gioco della squadra, fondato sulle verticalizzazioni. Partecipò al campionato d'Europa 1988, al campionato del mondo 1990 e al campionato del mondo 1994.

## Dopo il ritiro
Autore di un'autobiografia molto dibattuta, nel suo libro non fece mistero del suo vizio per il gioco e dell'infedeltà che causò il fallimento del proprio (primo) matrimonio con Sarah. Rivelò anche che, durante la sua permanenza all'Olympique Marsiglia, il fisioterapista del club iniettò a lui e ad altri giocatori delle sostanze non identificate e sostenne che, a detta del fisioterapista, non si trattava di doping, bensì di un modo naturale di accrescere l'adrenalina. Cascarino aggiunse che soltanto ai calciatori che si erano sottoposti all'iniezione era concesso di giocare.
Dopo il ritiro dall'attività agonistica è divenuto un giocatore di poker semiprofessionista, comparendo nella serie televisiva Celebrity Poker Club e commentando il PartyPoker Poker Den.

## Statistiche

### Cronologia presenze e reti in nazionale
| Cronologia completa delle presenze e delle reti in nazionale ― Irlanda | Cronologia completa delle presenze e delle reti in nazionale ― Irlanda | Cronologia completa delle presenze e delle reti in nazionale ― Irlanda | Cronologia completa delle presenze e delle reti in nazionale ― Irlanda | Cronologia completa delle presenze e delle reti in nazionale ― Irlanda | Cronologia completa delle presenze e delle reti in nazionale ― Irlanda | Cronologia completa delle presenze e delle reti in nazionale ― Irlanda | Cronologia completa delle presenze e delle reti in nazionale ― Irlanda |
| Data                                                                   | Città                                                                  | In casa                                                                | Risultato                                                              | Ospiti                                                                 | Competizione                                                           | Reti                                                                   | Note                                                                   |
| ---------------------------------------------------------------------- | ---------------------------------------------------------------------- | ---------------------------------------------------------------------- | ---------------------------------------------------------------------- | ---------------------------------------------------------------------- | ---------------------------------------------------------------------- | ---------------------------------------------------------------------- | ---------------------------------------------------------------------- |
| 11-9-1985                                                              | Berna                                                                  | Svizzera                                                               | 0 – 0                                                                  | Irlanda                                                                | Qual. Mondiali 1986                                                    | -                                                                      |                                                                        |
| 16-10-1985                                                             | Mosca                                                                  | Unione Sovietica                                                       | 2 – 0                                                                  | Irlanda                                                                | Qual. Mondiali 1986                                                    | -                                                                      |                                                                        |
| 13-11-1985                                                             | Dublino                                                                | Irlanda                                                                | 1 – 4                                                                  | Danimarca                                                              | Qual. Mondiali 1986                                                    | -                                                                      |                                                                        |
| 22-5-1988                                                              | Dublino                                                                | Irlanda                                                                | 3 – 1                                                                  | Polonia                                                                | Amichevole                                                             | 1                                                                      |                                                                        |
| 1-6-1988                                                               | Oslo                                                                   | Norvegia                                                               | 0 – 0                                                                  | Irlanda                                                                | Amichevole                                                             | -                                                                      | 62’                                                                    |
| 15-6-1988                                                              | Hannover                                                               | Irlanda                                                                | 1 – 1                                                                  | Unione Sovietica                                                       | Euro 1988 - 1º turno                                                   | -                                                                      | 80’                                                                    |
| 18-6-1988                                                              | Gelsenkirchen                                                          | Irlanda                                                                | 0 – 1                                                                  | Paesi Bassi                                                            | Euro 1988 - 1º turno                                                   | -                                                                      | 82’                                                                    |
| 14-9-1988                                                              | Belfast                                                                | Irlanda del Nord                                                       | 0 – 0                                                                  | Irlanda                                                                | Qual. Mondiali 1990                                                    | -                                                                      |                                                                        |
| 19-10-1988                                                             | Dublino                                                                | Irlanda                                                                | 4 – 0                                                                  | Tunisia                                                                | Amichevole                                                             | 2                                                                      | 70’                                                                    |
| 16-11-1988                                                             | Siviglia                                                               | Spagna                                                                 | 2 – 0                                                                  | Irlanda                                                                | Qual. Mondiali 1990                                                    | -                                                                      |                                                                        |
| 7-2-1989                                                               | Dublino                                                                | Irlanda                                                                | 0 – 0                                                                  | Francia                                                                | Amichevole                                                             | -                                                                      |                                                                        |
| 8-3-1989                                                               | Budapest                                                               | Ungheria                                                               | 0 – 0                                                                  | Irlanda                                                                | Qual. Mondiali 1990                                                    | -                                                                      | 79’                                                                    |
| 26-4-1989                                                              | Dublino                                                                | Irlanda                                                                | 1 – 0                                                                  | Spagna                                                                 | Qual. Mondiali 1990                                                    | -                                                                      |                                                                        |
| 28-5-1989                                                              | Dublino                                                                | Irlanda                                                                | 2 – 0                                                                  | Malta                                                                  | Qual. Mondiali 1990                                                    | -                                                                      |                                                                        |
| 4-6-1989                                                               | Dublino                                                                | Irlanda                                                                | 2 – 0                                                                  | Ungheria                                                               | Qual. Mondiali 1990                                                    | 1                                                                      |                                                                        |
| 6-9-1989                                                               | Dublino                                                                | Irlanda                                                                | 1 – 1                                                                  | Germania Ovest                                                         | Amichevole                                                             | -                                                                      | 74’                                                                    |
| 11-10-1989                                                             | Dublino                                                                | Irlanda                                                                | 3 – 0                                                                  | Irlanda del Nord                                                       | Qual. Mondiali 1990                                                    | 1                                                                      |                                                                        |
| 15-11-1989                                                             | Ta' Qali                                                               | Malta                                                                  | 0 – 2                                                                  | Irlanda                                                                | Qual. Mondiali 1990                                                    | -                                                                      |                                                                        |
| 28-3-1990                                                              | Dublino                                                                | Irlanda                                                                | 1 – 0                                                                  | Galles                                                                 | Amichevole                                                             | -                                                                      |                                                                        |
| 16-5-1990                                                              | Dublino                                                                | Irlanda                                                                | 1 – 1                                                                  | Finlandia                                                              | Amichevole                                                             | -                                                                      |                                                                        |
| 27-5-1990                                                              | Smirne                                                                 | Turchia                                                                | 0 – 0                                                                  | Irlanda                                                                | Amichevole                                                             | -                                                                      |                                                                        |
| 11-6-1990                                                              | Cagliari                                                               | Inghilterra                                                            | 1 – 1                                                                  | Irlanda                                                                | Mondiali 1990 - 1º turno                                               | -                                                                      |                                                                        |
| 17-6-1990                                                              | Palermo                                                                | Egitto                                                                 | 0 – 0                                                                  | Irlanda                                                                | Mondiali 1990 - 1º turno                                               | -                                                                      | 84’                                                                    |
| 21-6-1990                                                              | Palermo                                                                | Irlanda                                                                | 1 – 1                                                                  | Paesi Bassi                                                            | Mondiali 1990 - 1º turno                                               | -                                                                      | 62’                                                                    |
| 25-6-1990                                                              | Genova                                                                 | Irlanda                                                                | 0 – 0 dts (5 – 4 dtr)                                                  | Romania                                                                | Mondiali 1990 - Ottavi di finale                                       | -                                                                      | 22’                                                                    |
| 30-6-1990                                                              | Roma                                                                   | Italia                                                                 | 1 – 0                                                                  | Irlanda                                                                | Mondiali 1990 - Quarti di finale                                       | -                                                                      | 52’                                                                    |
| 12-9-1990                                                              | Dublino                                                                | Irlanda                                                                | 1 – 0                                                                  | Marocco                                                                | Amichevole                                                             | -                                                                      | 59’                                                                    |
| 17-10-1990                                                             | Dublino                                                                | Irlanda                                                                | 5 – 0                                                                  | Turchia                                                                | Qual. Euro 1992                                                        | -                                                                      | 68’ 89’                                                                |
| 14-11-1990                                                             | Dublino                                                                | Irlanda                                                                | 1 – 1                                                                  | Inghilterra                                                            | Qual. Euro 1992                                                        | 1                                                                      | 61’                                                                    |
| 27-3-1991                                                              | Londra                                                                 | Inghilterra                                                            | 1 – 1                                                                  | Irlanda                                                                | Qual. Euro 1992                                                        | -                                                                      | 72’                                                                    |
| 1-5-1991                                                               | Dublino                                                                | Irlanda                                                                | 0 – 0                                                                  | Polonia                                                                | Qual. Euro 1992                                                        | -                                                                      | 71’                                                                    |
| 22-5-1991                                                              | Dublino                                                                | Irlanda                                                                | 1 – 1                                                                  | Cile                                                                   | Amichevole                                                             | -                                                                      | 70’                                                                    |
| 1-6-1991                                                               | Foxborough                                                             | Stati Uniti                                                            | 1 – 1                                                                  | Irlanda                                                                | Amichevole                                                             | 1                                                                      |                                                                        |
| 16-10-1991                                                             | Poznań                                                                 | Polonia                                                                | 3 – 3                                                                  | Irlanda                                                                | Qual. Euro 1992                                                        | 1                                                                      |                                                                        |
| 13-11-1991                                                             | Istanbul                                                               | Turchia                                                                | 1 – 3                                                                  | Irlanda                                                                | Qual. Euro 1992                                                        | 1                                                                      |                                                                        |
| 19-2-1992                                                              | Dublino                                                                | Irlanda                                                                | 0 – 1                                                                  | Galles                                                                 | Amichevole                                                             | -                                                                      | 68’                                                                    |
| 25-3-1992                                                              | Dublino                                                                | Irlanda                                                                | 2 – 1                                                                  | Svizzera                                                               | Amichevole                                                             | -                                                                      |                                                                        |
| 29-4-1992                                                              | Dublino                                                                | Irlanda                                                                | 4 – 1                                                                  | Stati Uniti                                                            | Amichevole                                                             | 1                                                                      | 72’                                                                    |
| 17-2-1993                                                              | Dublino                                                                | Irlanda                                                                | 2 – 1                                                                  | Galles                                                                 | Amichevole                                                             | -                                                                      | 82’                                                                    |
| 31-3-1993                                                              | Dublino                                                                | Irlanda                                                                | 3 – 0                                                                  | Irlanda del Nord                                                       | Qual. Mondiali 1994                                                    | -                                                                      | 78’                                                                    |
| 28-4-1993                                                              | Dublino                                                                | Irlanda                                                                | 1 – 1                                                                  | Danimarca                                                              | Qual. Mondiali 1994                                                    | -                                                                      | 63’                                                                    |
| 26-5-1993                                                              | Tirana                                                                 | Albania                                                                | 1 – 2                                                                  | Irlanda                                                                | Qual. Mondiali 1994                                                    | 1                                                                      | 74’                                                                    |
| 29-5-1993                                                              | Dublino                                                                | Irlanda                                                                | 2 – 4                                                                  | Ungheria                                                               | Amichevole                                                             | -                                                                      | 51’                                                                    |
| 9-6-1993                                                               | Riga                                                                   | Lettonia                                                               | 0 – 2                                                                  | Irlanda                                                                | Qual. Mondiali 1994                                                    | -                                                                      | 72’                                                                    |
| 8-9-1993                                                               | Dublino                                                                | Irlanda                                                                | 2 – 0                                                                  | Lituania                                                               | Qual. Mondiali 1994                                                    | -                                                                      | 74’                                                                    |
| 13-10-1993                                                             | Dublino                                                                | Irlanda                                                                | 1 – 3                                                                  | Spagna                                                                 | Qual. Mondiali 1994                                                    | -                                                                      | 46’                                                                    |
| 17-11-1993                                                             | Belfast                                                                | Irlanda del Nord                                                       | 1 – 1                                                                  | Irlanda                                                                | Qual. Mondiali 1994                                                    | -                                                                      | 81’                                                                    |
| 23-3-1994                                                              | Dublino                                                                | Irlanda                                                                | 0 – 0                                                                  | Russia                                                                 | Amichevole                                                             | -                                                                      |                                                                        |
| 24-5-1994                                                              | Dublino                                                                | Irlanda                                                                | 1 – 0                                                                  | Bolivia                                                                | Amichevole                                                             | -                                                                      | 83’                                                                    |
| 29-5-1994                                                              | Hannover                                                               | Germania                                                               | 0 – 2                                                                  | Irlanda                                                                | Amichevole                                                             | 1                                                                      | 67’                                                                    |
| 5-6-1994                                                               | Dublino                                                                | Irlanda                                                                | 1 – 3                                                                  | Rep. Ceca                                                              | Amichevole                                                             | -                                                                      | 64’                                                                    |
| 4-7-1994                                                               | Orlando                                                                | Paesi Bassi                                                            | 2 – 0                                                                  | Irlanda                                                                | Mondiali 1994 - Ottavi di finale                                       | -                                                                      | 75’                                                                    |
| 7-9-1994                                                               | Riga                                                                   | Lettonia                                                               | 0 – 3                                                                  | Irlanda                                                                | Qual. Euro 1996                                                        | -                                                                      | 71’                                                                    |
| 29-3-1995                                                              | Dublino                                                                | Irlanda                                                                | 1 – 1                                                                  | Irlanda del Nord                                                       | Qual. Euro 1996                                                        | -                                                                      | 82’                                                                    |
| 26-4-1995                                                              | Dublino                                                                | Irlanda                                                                | 1 – 0                                                                  | Portogallo                                                             | Qual. Euro 1996                                                        | -                                                                      | 84’                                                                    |
| 3-6-1995                                                               | Eschen                                                                 | Liechtenstein                                                          | 0 – 0                                                                  | Irlanda                                                                | Qual. Euro 1996                                                        | -                                                                      | 60’                                                                    |
| 11-6-1995                                                              | Dublino                                                                | Irlanda                                                                | 1 – 3                                                                  | Austria                                                                | Qual. Euro 1996                                                        | -                                                                      | 57’                                                                    |
| 6-9-1995                                                               | Vienna                                                                 | Austria                                                                | 3 – 1                                                                  | Irlanda                                                                | Qual. Euro 1996                                                        | -                                                                      | 68’                                                                    |
| 15-11-1995                                                             | Lisbona                                                                | Portogallo                                                             | 3 – 0                                                                  | Irlanda                                                                | Qual. Euro 1996                                                        | -                                                                      | 73’                                                                    |
| 13-12-1995                                                             | Liverpool                                                              | Paesi Bassi                                                            | 2 – 0                                                                  | Irlanda                                                                | Qual. Euro 1996                                                        | -                                                                      |                                                                        |
| 27-3-1996                                                              | Dublino                                                                | Irlanda                                                                | 0 – 2                                                                  | Russia                                                                 | Amichevole                                                             | -                                                                      | 62’                                                                    |
| 29-5-1996                                                              | Dublino                                                                | Irlanda                                                                | 0 – 1                                                                  | Portogallo                                                             | Amichevole                                                             | -                                                                      | 74’                                                                    |
| 2-6-1996                                                               | Dublino                                                                | Irlanda                                                                | 2 – 2                                                                  | Croazia                                                                | Amichevole                                                             | -                                                                      | 76’                                                                    |
| 4-6-1996                                                               | Rotterdam                                                              | Paesi Bassi                                                            | 3 – 1                                                                  | Irlanda                                                                | Amichevole                                                             | -                                                                      | 46’                                                                    |
| 31-8-1996                                                              | Eschen                                                                 | Liechtenstein                                                          | 0 – 5                                                                  | Irlanda                                                                | Qual. Mondiali 1998                                                    | -                                                                      | 83’                                                                    |
| 9-10-1996                                                              | Dublino                                                                | Irlanda                                                                | 3 – 0                                                                  | Macedonia                                                              | Qual. Mondiali 1998                                                    | 2                                                                      |                                                                        |
| 10-11-1996                                                             | Dublino                                                                | Irlanda                                                                | 0 – 0                                                                  | Islanda                                                                | Qual. Mondiali 1998                                                    | -                                                                      |                                                                        |
| 11-2-1997                                                              | Cardiff                                                                | Galles                                                                 | 0 – 0                                                                  | Irlanda                                                                | Amichevole                                                             | -                                                                      |                                                                        |
| 2-4-1997                                                               | Skopje                                                                 | Macedonia                                                              | 3 – 2                                                                  | Irlanda                                                                | Qual. Mondiali 1998                                                    | -                                                                      | 46’                                                                    |
| 30-4-1997                                                              | Bucarest                                                               | Romania                                                                | 1 – 0                                                                  | Irlanda                                                                | Qual. Mondiali 1998                                                    | -                                                                      | 75’                                                                    |
| 21-5-1997                                                              | Dublino                                                                | Irlanda                                                                | 5 – 0                                                                  | Liechtenstein                                                          | Qual. Mondiali 1998                                                    | 2                                                                      | 54’                                                                    |
| 20-8-1997                                                              | Dublino                                                                | Irlanda                                                                | 0 – 0                                                                  | Lituania                                                               | Qual. Mondiali 1998                                                    | -                                                                      | 61’                                                                    |
| 6-9-1997                                                               | Reykjavík                                                              | Islanda                                                                | 2 – 4                                                                  | Irlanda                                                                | Qual. Mondiali 1998                                                    | -                                                                      | 88’                                                                    |
| 10-9-1997                                                              | Vilnius                                                                | Lituania                                                               | 1 – 2                                                                  | Irlanda                                                                | Qual. Mondiali 1998                                                    | 2                                                                      |                                                                        |
| 11-10-1997                                                             | Dublino                                                                | Irlanda                                                                | 1 – 1                                                                  | Romania                                                                | Qual. Mondiali 1998                                                    | 1                                                                      | 85’                                                                    |
| 29-10-1997                                                             | Dublino                                                                | Irlanda                                                                | 1 – 1                                                                  | Belgio                                                                 | Qual. Mondiali 1998                                                    | -                                                                      | 50’                                                                    |
| 15-11-1997                                                             | Bruxelles                                                              | Belgio                                                                 | 2 – 1                                                                  | Irlanda                                                                | Qual. Mondiali 1998                                                    | -                                                                      |                                                                        |
| 5-9-1998                                                               | Dublino                                                                | Irlanda                                                                | 2 – 0                                                                  | Croazia                                                                | Qual. Euro 2000                                                        | -                                                                      | 9’                                                                     |
| 14-10-1998                                                             | Dublino                                                                | Irlanda                                                                | 5 – 0                                                                  | Malta                                                                  | Qual. Euro 2000                                                        | -                                                                      | 73’                                                                    |
| 18-11-1998                                                             | Belgrado                                                               | Jugoslavia                                                             | 1 – 0                                                                  | Irlanda                                                                | Qual. Euro 2000                                                        | -                                                                      | 72’                                                                    |
| 10-2-1999                                                              | Dublino                                                                | Irlanda                                                                | 2 – 0                                                                  | Paraguay                                                               | Amichevole                                                             | -                                                                      | 69’                                                                    |
| 28-4-1999                                                              | Dublino                                                                | Irlanda                                                                | 2 – 0                                                                  | Svezia                                                                 | Amichevole                                                             | -                                                                      | 71’                                                                    |
| 29-5-1999                                                              | Dublino                                                                | Irlanda                                                                | 0 – 1                                                                  | Irlanda del Nord                                                       | Amichevole                                                             | -                                                                      | 71’                                                                    |
| 9-6-1999                                                               | Dublino                                                                | Irlanda                                                                | 1 – 0                                                                  | Macedonia                                                              | Qual. Euro 2000                                                        | -                                                                      | 67’                                                                    |
| 1-9-1999                                                               | Dublino                                                                | Irlanda                                                                | 2 – 1                                                                  | Jugoslavia                                                             | Qual. Euro 2000                                                        | -                                                                      | 78’                                                                    |
| 4-9-1999                                                               | Zagabria                                                               | Croazia                                                                | 1 – 0                                                                  | Irlanda                                                                | Qual. Euro 2000                                                        | -                                                                      | 83’                                                                    |
| 9-10-1999                                                              | Skopje                                                                 | Macedonia                                                              | 1 – 1                                                                  | Irlanda                                                                | Qual. Euro 2000                                                        | -                                                                      | 78’                                                                    |
| 13-11-1999                                                             | Dublino                                                                | Irlanda                                                                | 1 – 1                                                                  | Turchia                                                                | Qual. Euro 2000                                                        | -                                                                      | 75’                                                                    |
| 17-11-1999                                                             | Bursa                                                                  | Turchia                                                                | 0 – 0                                                                  | Irlanda                                                                | Qual. Euro 2000                                                        | -                                                                      | 80’                                                                    |
| Totale                                                                 |                                                                        | Presenze (10º posto)                                                   | 89                                                                     |                                                                        | Reti (4º posto)                                                        | 19                                                                     |                                                                        |

## Palmarès

### Club

#### Competizioni nazionali
- Second Division: 1

Millwall: 1987-1988
- Ligue 2: 2

Olympique Marsiglia: 1994-1995
Nancy: 1997-1998

### Individuale
- Capocannoniere della Division 2: 2

1994-1995 (31 gol), 1995-1996 (30 gol)